# 動力燈

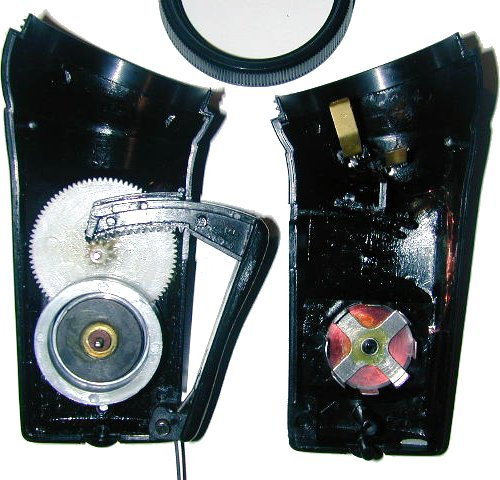
動力燈及其內部

動力燈（英語：Dyno torch），一種可以利用手動發電的手電筒，它本身並不需要電池。使用者以壓動手把的方式來驅動其內部的小型發電機，製造電流而達到點亮燈泡的效果。動力燈在第二次世界大戰時於歐洲相當流行。
一些自行車所用的照明燈及尾燈也是動力燈，藉由車輪轉動帶動小型發電機發電。

## 運作
在右邊附圖中，圖左的L型手把連結着發電機，發電機內為磁鐵，經由轉動而使圖右的紅色銅線可以產生電流。電流再供應到電燈。因為電流只有在用手轉動時才會出現，因此它並沒有開關。只要持續地轉動它即可一直發電。

## 現代發展
經由結合現代發展出來的白色超亮型發光二極管（LED），新型的動力燈附有電容器以儲蓄多餘的電力，因此不需要一直用手轉動，在一次充滿電的情形下通常可以發光達半小時。另一種新型的動力燈則是經由來回搖動的方式來驅動內部的發電磁鐵。但由於動力燈內部的電容器很容易老化，因此至少每數個月要使用一次以減少電池蓄電力的退化。而應付不常發生的緊急情況，可以選擇無電容器的產品。
一些動力燈也與收音機結合，成為防災用品之一。

## 外部連結
- Die Goldcap-Dynamolampe （页面存档备份，存于） 動力燈。
- （页面存档备份，存于） 手搖式動力燈。